# جوزفین کاکس
جوزفین کاکس (انگلیسی: Josephine Cox; زاده ۱۵ ژوئیهٔ ۱۹۳۸ – درگذشته ۱۷ ژوئیهٔ ۲۰۲۰) رمان‌نویس و نویسنده اهل انگلستان بود. وی که بیش از ۶۰ کتاب منتشر کرده اغلب آنها پرفروش بوده‌اند.

## زندگی
جوزفین کاکس، در سال ۱۹۳۸ در بلکبرن انگلستان متولد شد. او یکی از ۱۰ کودک خانواده بود. وی در سال ۲۰۰۸ در مصاحبه‌ای به گاردین گفت: «ما حتی برای غذا و لباس هم پول کافی نداشتیم، چه برسد به کتاب. اما من یک کتاب کوچک سبز چرمی از ویلیام وردزورث پیدا کرده بودم که بسیار برایم ارزشمند بود.»
او در ۱۶ سالگی با همسرش کِن ازدواج کرد و دو پسر داشت. کاکس به شغل معلمی مشغول شد و نخستین رمانش با عنوان «گناهان پدرش» را در شش هفته و زمانی که به خاطر بیماری در بیمارستان بستری بود نوشت و در سال ۱۹۸۷ منتشر شد. وی در طول ۳ دهه نویسندگی، بیش از ۶۰ کتاب به چاپ رساند و بیش از ۲۰ میلیون نسخه از رمان‌های عاشقانه، تراژدی و درام او در سراسر جهان به فروش رفت. جدیدترین کتاب او، «دو خواهر»، در ماه فوریه منتشر شد. آثار کاکس از بیشترین آثاری هستند که در کتابخانه‌های بریتانیا قرض گرفته شده‌اند.